# Parque nacional Montes Serpiente
El Parque Nacional Montes Serpiente es un parque nacional en Queensland (Australia), ubicado a 665 km al noroeste de Brisbane.

## Datos
- Área: 26,88 km²;
- Fecha de Creación: 1972
- Administración: Servicio para la Vida Salvaje de Queensland
- Categoría IUCN: II

Véase también:
- Zonas protegidas de Queensland

- Datos: Q2483354